# Lamezia bianco
Il Lamezia bianco è un vino DOC la cui produzione è consentita nella provincia di Catanzaro.

## Caratteristiche organolettiche
- colore: paglierino più o meno intenso
- odore: vinoso, gradevole, caratteristico
- sapore: asciutto, vellutato, pieno

## Produzione
Provincia, stagione, volume in ettolitri
- nessun dato disponibile